# دانشگاه تگزاس در آرلینگتون
دانشگاه تگزاس در آرلینگتون (به انگلیسی: University of Texas at Arlington) یک دانشگاه تحقیقاتی دولتی در آرلینگتون واقع در ایالت تگزاس آمریکا است که در سال ۱۸۹۵ میلادی بنیان‌گذاری شده‌است.

## نگارخانه

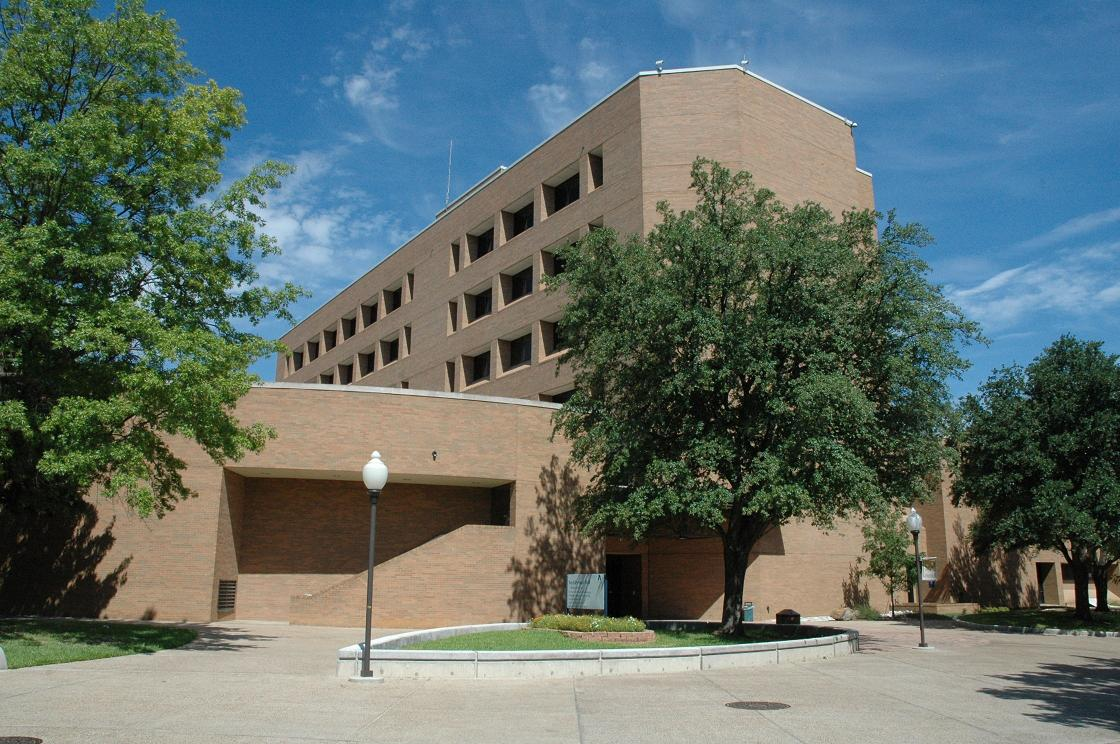
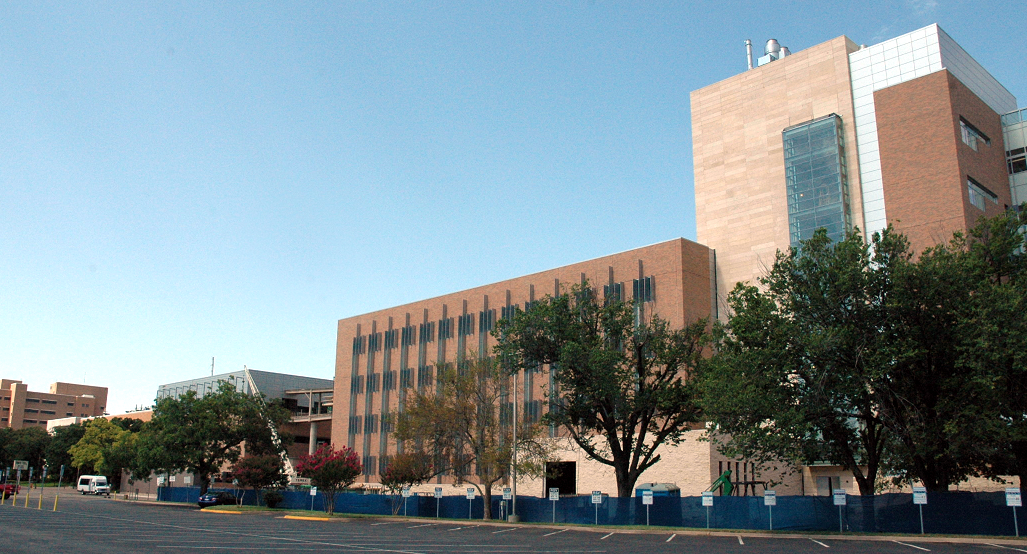
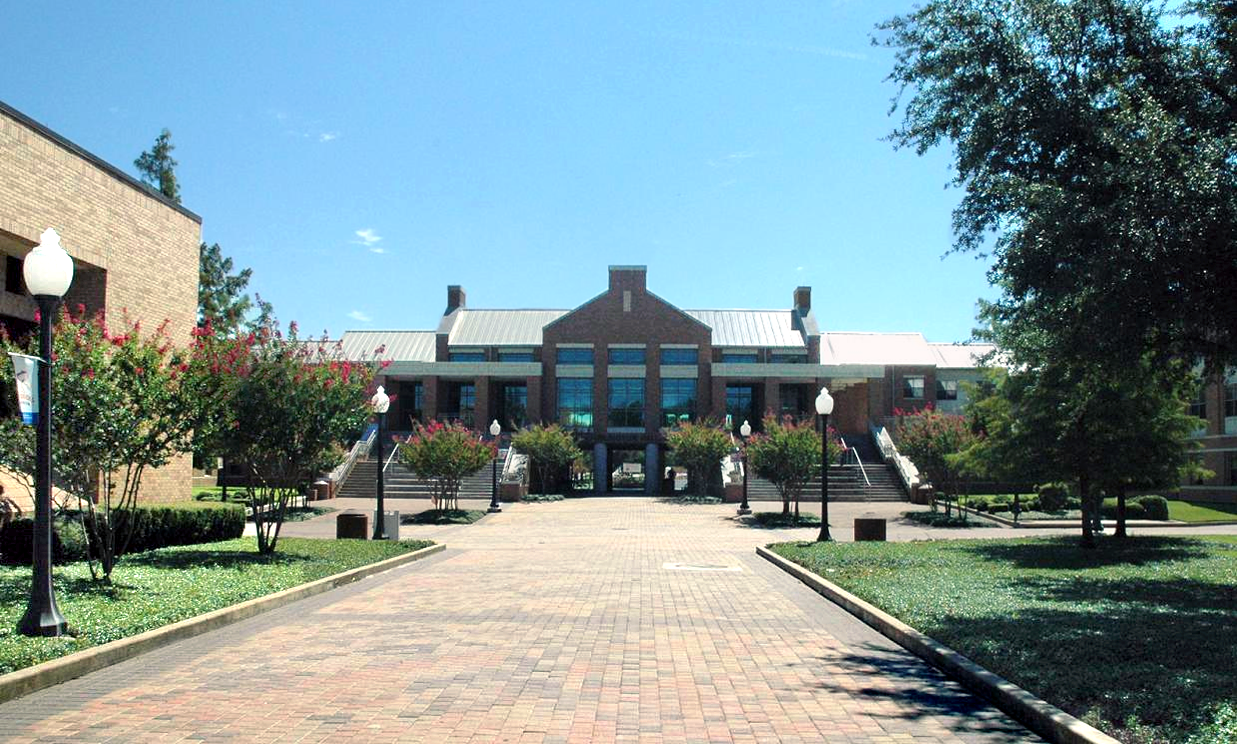
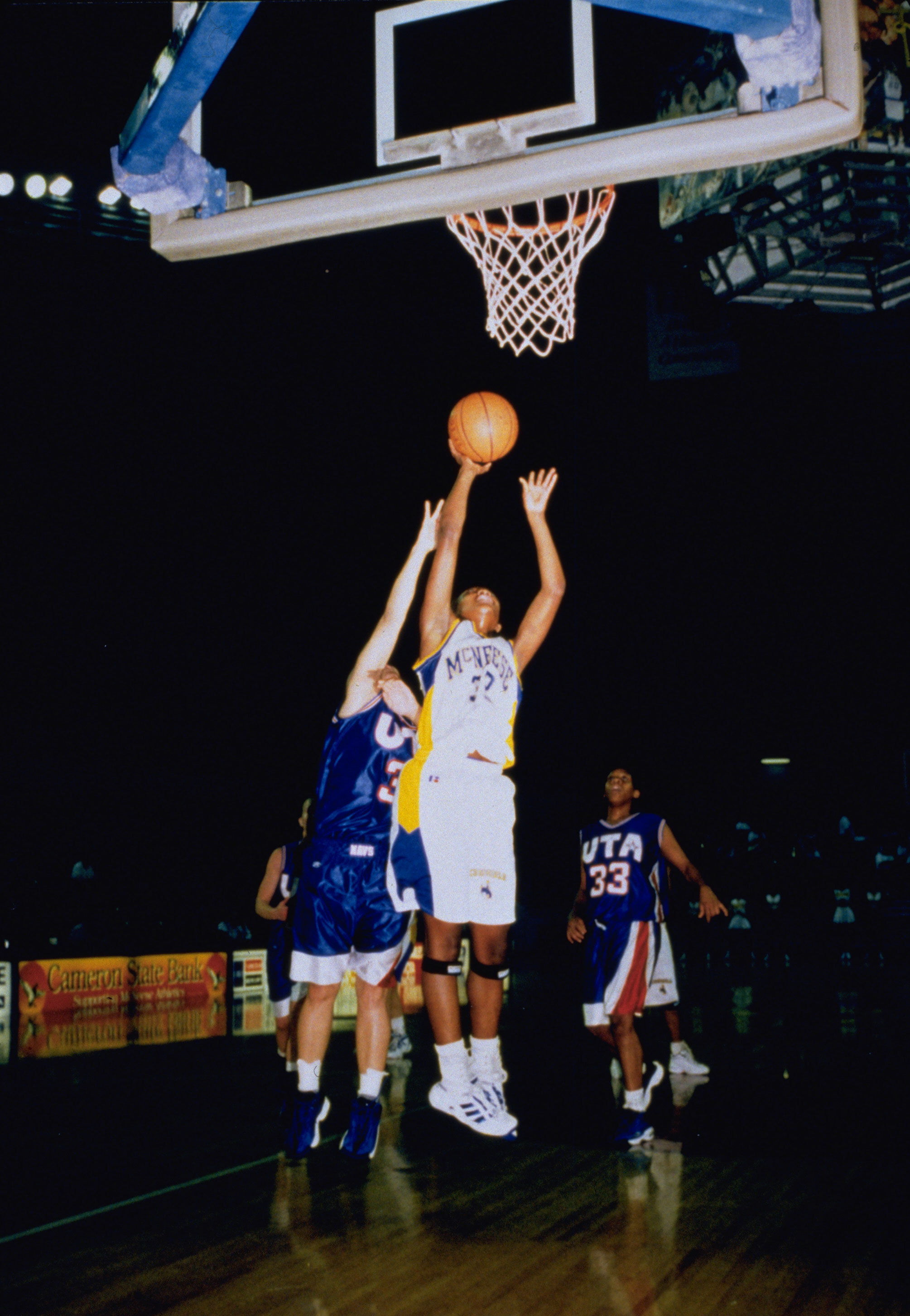
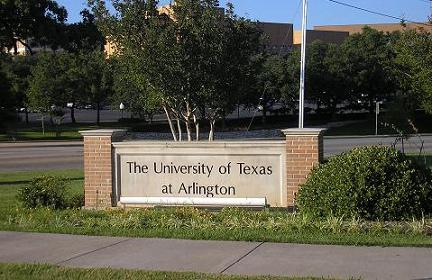